# 서던 디스트릭트 FC
남구 축구단(중국어: 南區足球會, 영어: Southern District Recreation & Sports Assn Ltd)은 홍콩 남구를 연고로 하는 홍콩의 축구단이다. 현재는 홍콩 프리미어리그에 참가하고 있다.

## 우승
- 홍콩 시니어 챌린지 실드: 2010-11

## 선수 명단

### 현역
참고: FIFA 자격 규정에 따라 소속된 국가대표팀 국기를 표시합니다. 선수는 복수의 FIFA 비회원국 국적을 가지고 있을 수 있습니다.
| 번호 | 포지션 | 국적 | 이름            |
| ---- | ------ | ---- | --------------- |
| 7    | FW     | 홍콩 | 스테판 페레이라 |
| 18   | FW     | 홍콩 | 마하마 아왈     |

| 번호 | 포지션 | 국적 | 이름 |
| ---- | ------ | ---- | ---- |